# 徐孚远
徐孚远（1600年1月10日—1665年7月11日），字闇公，號復齋，直隸華亭（今上海市松江區）人，明末诗人、政治人物，舉人出身。永曆末，前往臺灣，與沈光文與張煌言並稱“東寧三子”。

## 生平
南京刑部右侍郎徐陟的曾孙。七歲通《春秋》、《國語》之書，有一次在家塾裡，一位族兄文章中，錯把“蠻夷”二字寫成“夷蠻”，遭到塾師大聲喝斥，徐孚遠卻說：“無害也，咎在周內史引人過犯。”塾師於是也想到《國語·周語上》:「夷蠻要服，戎狄荒服」有“夷蠻”這一說法，便愧疚的說：“記誦稍疏，乃為豎子邊鼓撾人。”崇祯二年（1629年）與陈子龙、夏允彝、彭宾、杜麟徵、周立勋等人组成文社畿社。崇禎十二年（1639年）鄉試落第。崇禎十五年（1642年）中順天府鄉試舉人。
南明弘光元年（清順治二年，1645年）五月，清軍破南京，多铎派参将洪恩炳入驻松江，徐孚远與好友夏允彝、陈子龙、张密等人，计议起兵抗清，集數百忠义之士，由夏允彝写信与吴淞总兵吴志葵聯絡，自吴淞江入淀、泖，窥苏州。同年（1645年）冬，在福建娶戴氏。永曆十二年（1658年）永历帝命徐孚远为左副都御史。永曆十五年（1661年）追随郑成功到台湾，與沈光文及張蒼水等人並稱「東寧三子」。永曆十九年（1665年）三月，結識鄭郊。又和葉后詔、鄭郊、黃驤陛、林蘭友、紀許國兄弟結為“方外七友”。同年五月二十七日，痛哭而卒。張密、鄭郊料理其後事。後歸葬松江。

## 著作
有《钓璜堂集》20卷、《海外幾社集》20卷、《交行摘稿》1卷、《十七史猎俎》160卷、《幾社六子詩集》、《交行詩集》 ；與陳子龍合著《史部史記測義》；陳子龍、夏允彝、李雯、彭賓、王允元、朱灝、顧開雍、宋存楠等合著《六子文選》20卷 合编有《几社会义集》7集等。